# Violência no namoro
Violência no namoro é a perpetração ou ameaça de um ato de violência por um dos membros de um casal não casado sobre o outro no contexto de um namoro, ou quando um dos parceiros tenta exercer controlo sobre o outro através de abuso ou violência. Este abuso pode assumir várias formas: agressão sexual, assédio sexual, ameaças, violência física, abuso verbal, físico ou psicológico, sabotagem social, stalking, gaslighting, chantagem emocional e manipulação psicológica. A violência no namoro é um fenómeno transversal a membros de todas as faixas etárias, géneros, classes económicas, orientações sexuais e grupos sociais, sendo assim qualquer pessoa pode ser vítima de tal violência. Esta pode surgir em todo o tipo de casais, independentemente de ser heterossexual ou homossexual, gay ou lésbico.